# ويكد: من أجل الخير
ويكد: من أجل الخير (بالإنجليزية: Wicked: For Good) هو فيلم فنتازيا موسيقي أمريكي قادم من إخراج جون إم. تشو وكتابة ويني هولزمان ودانا فوكس. يُعد الفيلم تتمة مباشرة لفيلم ويكيد (2024) والجزء الثاني من سلسلة أفلام ويكد ذات الجزأين، ويُقتبس من الفصل الثاني من المسرحية الغنائية التي عُرضت لأول مرة عام 2003، من تأليف ستيفن شوارتز وهولزمان، والتي تستند بشكل فضفاض إلى رواية ويكيد (1995) لـغريغوري ماغواير، وهي بدورها إعادة تخيل لرواية ساحر أوز العجيب (1900) للكاتب ليمان فرانك بوم، والفيلم المقتبس عنها لعام 1939.
يعود لبطولة الفيلم كل من سينثيا إريفو، أريانا غراندي، جوناثان بيلي، إيثان سلاتر، ماريسا بود، ميشيل يوه، وجيف غولدبلوم، حيث يستأنفون أدوارهم من الجزء الأول. تدور أحداث الفيلم في أرض أوز، قبل وبعد وصول دوروثي غايل من كانساس، ويركّز على صداقة إلفابا وغليندا التي توضع على المحك بينما تتقبل كل منهما هويتها الجديدة: "الساحرة الشريرة من الغرب" و"غليندا الطيبة"، وكيف أن نتائج أفعالهما ستغير مصير أوز إلى الأبد.
أُعلن عن تطوير الفيلم من قبل شركة يونيفرسال بيكتشرز والمنتج مارك بلات — وهما نفس الجهتين المنتجتين للمسرحية الأصلية — في عام 2012، إلا أن المشروع واجه عدة تأجيلات خلال سنوات تطويره الطويلة، بعضها نتيجة جائحة فيروس كورونا. في عام 2021، أُسند الإخراج إلى جون إم. تشو، وأُعلن مشاركة سينثيا إريفو وأريانا غراندي في دورَي البطولة، كما تقرر تقسيم الفيلم إلى جزأين. بدأت عمليات التصوير الرئيسية للفيلمين في ديسمبر 2022 في إنجلترا، وتوقفت مؤقتًا في يوليو 2023 بسبب إضراب نقابة ممثلي الشاشة، قبل أن تُستأنف وتُختتم في يناير 2024.
من المقرر عرض فيلم ويكيد: من أجل الخير في الولايات المتحدة بتاريخ 21 نوفمبر 2025، بواسطة يونيفرسال بيكتشرز.

## تمهيد
تعيش إلفابا، التي أصبحت تُعرف الآن بلقب "الساحرة الشريرة من الغرب"، في المنفى داخل غابة أوز، حيث تواصل نضالها من أجل تحرير الحيوانات الناطقة المضطهدة، وتحاول بيأس فضح الحقيقة التي تعرفها عن الساحر. في المقابل، أصبحت غليندا رمزًا متألقًا للطيبة في أرجاء أوز، تقيم في قصر مدينة الزمرد وتستمتع بمزايا الشهرة والمكانة الاجتماعية. وبتوجيه من مدام موربل، تُرسل غليندا لتكون مصدر طمأنينة لشعب أوز، مؤكدة لهم أن كل شيء على ما يرام تحت حكم الساحر.
وبينما تتوسع شهرة غليندا وتستعد للزواج من الأمير فييرو في حفل زفاف أوزي فخم، تظل تطاردها ذكرى ابتعادها عن إلفابا. تحاول جاهدة التوسط للمصالحة بين صديقتها السابقة والساحر، لكن مساعيها تبوء بالفشل، ما يؤدي إلى تعميق الهوة بينهما. ويتسبب هذا الانقسام في تحوّلات جذرية لكل من بوك وفييرو، ويهدد سلامة أخت إلفابا نيساروز عندما تقتحم فتاة من كانساس عالمهم فجأة.
مع تصاعد غضب الجماهير ضد "الساحرة الشريرة"، تجد غليندا وإلفابا نفسيهما مضطرتين للاجتماع مرة أخيرة. ومع تحول صداقتهما الفريدة إلى محور لمستقبليهما، ستحتاج كل منهما إلى رؤية الأخرى بصدق وتعاطف، إن أرادتا تغيير نفسيهما، ومصير أوز، إلى الأبد.
—  يونيفرسال بيكتشرز

## طاقم التمثيل
- سينثيا إيريفو في دور إلفابا ثروب: شابة يُساء فهمها وُلدت ببشرة خضراء، وتُعرف لاحقًا باسم "الساحرة الشريرة من الغرب".[3][4]
- أريانا غراندي في دور غليندا أبلاند: شابة محبوبة تُعرف لاحقًا باسم "غليندا الطيبة".[3][4]
- جوناثان بيلي في دور فييرو تيجيلار: أمير من قبيلة وينكي وقائد حرس الساحر، والذي يصبح لاحقًا الفزاعة.[5]
- جيف جولد بلوم في دور ساحر أوز العجيب.[6]
- ماريسا بود في دور نيساروز ثروب: الأخت غير الشقيقة لإلفابا، وهي مصابة بشلل نصفي وتعمل كحاكمة لمانشكينلاند، تُعرف لاحقًا باسم "الساحرة الشريرة من الشرق".[7]
- إيثان سلاتر في دور بوك وودسمان:[8] أحد سكان مانشكينلاند يعمل خادمًا لدى نيساروز، ويتحول لاحقًا إلى رجل الصفيح.[4]
- ميشيل يوه بدور السيدة موريبل: عميدة فنون السحر السابقة في جامعة شيز، وتعمل لصالح الساحر.[9]
- بوين يانغ في دور بفاني: أحد أصدقاء غليندا في الجامعة، ويعمل حاليًا كمساعد لها.[10][11]
- برونوين جيمس في دور شين شين: صديقة جامعية أخرى لغليندا وتعمل أيضًا كمساعدة لها.
- شارون دي كلارك بصوت دولسيبير: دبّة ناطقة عملت سابقًا كمربية لإلفابا ونيساروز خلال طفولتهما.

بالإضافة إلى ذلك، ستظهر كيري إليس، إحدى الممثلات اللاتي لعبن دور إلفابا على خشبة المسرح في كل من إنتاجات برودواي وويست إند للمسرحية الموسيقية، في دور قصير لم يُكشف عنه.

## الإنتاج

### التطوير
أُعلن عن نية إنتاج فيلم مقتبس عن المسرحية الغنائية ويكد في عام 2012، وحُدّدت مواعيد إصدار متعددة على مدار السنوات، شملت 20 ديسمبر 2019، 22 ديسمبر 2021، 25 ديسمبر 2024، و27 نوفمبر 2024. إلا أن المشروع واجه العديد من التأجيلات، إلى أن استقر في نهاية المطاف على موعد إصدار في 22 نوفمبر 2024.

في أبريل 2022، أعلن المخرج جون إم. تشو أن الفيلم سيُقسم إلى جزئين وأوضح في بيان رسمي:
"خلال التحضيرات للإنتاج على مدار العام الماضي، أصبح من المستحيل اختزال قصة ويكد في فيلم واحد دون الإضرار بجوهرها... كلما حاولنا حذف أغنية أو تقليص دور شخصية، بدت تلك القرارات وكأنها تنازلات مميتة للمادة الأصلية التي أسرتنا لسنوات طويلة. لذا قررنا أن نمنح أنفسنا مساحة أكبر، وأن نصنع فيلمين بدلاً من واحد! بهذا الامتداد، سنتمكن من سرد قصة ويكد كما ينبغي لها أن تُروى، مع إضفاء المزيد من العمق والمفاجآت على مسارات هذه الشخصيات المحبوبة."

### مرحلة ما قبل الإنتاج
في يونيو 2022، أكد المؤلف الموسيقي ستيفن شوارتز أن أحد الفيلمين سيضم أغنية جديدة، موضحًا أن قرار تقسيم القصة إلى جزأين أتى نتيجة صعوبة تجاوز لحظة "تحدي الجاذبية" دون توقف:
"لقد وجدنا صعوبة كبيرة في تجاوز أغنية تحدي الجاذبية دون فاصل... فهذه الأغنية كُتبت خصيصًا لتُسدل الستار، وأي مشهد يليها مباشرةً دون انقطاع بدا مضادًا للذروة بدرجة كبيرة... حتى لو قُدّمت القصة كفيلم طويل واحد، فذلك كان سيتطلب منا حذف أو إغفال عناصر أردنا تضمينها ونعتقد أن جمهور المسرحية والقصة سيقدّرها. ما ناقشناه هو أن التغييرات يجب أن تكون 'إضافية' – باستخدام مصطلح المنتج مارك بلات – أي أنها تُضيف شيئًا إلى القصة أو الشخصيات، وليست تغييرات لمجرد التغيير. أشعر بالثقة أنه، مع استمرارنا في تقديم نفس المستوى من الإسهام الإبداعي، سأتمكن من شرح وتبرير أي تغيير جرى عند تحويل القصة من المسرح إلى الشاشة."
في نوفمبر 2022، كشف شوارتز أن الفيلم سيضم أغنيتين جديدتين "استجابةً لمتطلبات السرد". وفي ديسمبر 2024، أفاد المخرج جون إم. تشو بأن الفيلم الثاني سيحمل نبرة أكثر قتامة مقارنةً بالجزء الأول، وأن شخصية دوروثي غيل ستحظى بدور أكبر مما كانت عليه في الفصل الثاني من المسرحية الأصلية.

### التصوير
بدأ التصوير الرئيسي للفيلم بالتزامن مع الجزء الأول ويكد في 9 ديسمبر 2022، وكان على وشك الاكتمال بحلول يوليو 2023 قبل أن يتوقف الإنتاج بسبب إضراب نقابة ممثلي الشاشة عام 2023. استُؤنف تصوير كلا الفيلمين في 24 يناير 2024، واكتمل رسميًا في 26 من الشهر نفسه. سُجّل غناء الممثلين للأغاني الموسيقية مباشرة أثناء التصوير، بناءً على إصرار كل من سينثيا إريفو وأريانا غراندي. وتعاون مهندس الصوت الحائز على جائزة الأوسكار سيمون هايز، مع المخرج جون إم. تشو في تسجيل أصوات الممثلين، باستخدام تقنيات تسجيل شبيهة بتلك التي استُخدمت في فيلم البؤساء.

أشار المخرج تشو إلى أن فيلم هوك (1991) من إخراج ستيفن سبيلبرغ كان مصدر إلهام في استخدام الديكورات واسعة النطاق والمؤثرات العملية لإحياء عالم أرض أوز، بما في ذلك زرع تسعة ملايين زهرة توليب ملوّنة حول موقع تصوير مانشكينلاند، بالإضافة إلى تمهيد طريق الطوب الأصفر الشهير على الأرض باستخدام الطين الحقيقي. كما استوحى تشو أفكاره البصرية والموضوعية من فيلمي البلدة الفاضلة وعرض ترومان (كلاهما من عام 1998)، في كيفية تقديم أرض أوز من منظور جيل شاب متمرّد يكتشف الحقيقة:
"يساعد هذا في تجسيد فكرة التمرّد الذي يبدأ هذا الجيل الجديد في اكتشافه... إلى أي مدى سيأخذهم ذلك داخل أوز على مدار أحداث الفيلمين؟ إنها يقظة لجيلٍ كامل. تبدأ في رؤية الحقيقة بشأن أمور ربما كنتَ قد تعلمتها بطريقة مختلفة."

### مرحلة ما بعد الإنتاج و الموثرات البصرية
في 6 فبراير 2024، أُكّد عبر موقع تويتر أن شركتي إندستريال لايت آند ماجيك وفريمستور ستتوليان تنفيذ المؤثرات البصرية للفيلم، مع تولّي بابلو هيلمان مهمة الإشراف على المؤثرات البصرية. وأُعلن كذلك أن مرحلة ما بعد الإنتاج كانت قيد التنفيذ، حيث كان المخرج جون إم. تشو يعمل عن بُعد مع المونتير مايرون كيرستين، مستخدمًا جهاز آبل فيجن برو الذي أُصدر حديثًا، للتواصل بينهما أثناء عملية المونتاج. توقفت عملية المونتاج طوال معظم عام 2024 لإتاحة الفرصة أمام تشو لإتمام ما بعد الإنتاج للفيلم الأول، حتى يتمكن من فهم كيفية استكمال القصة في الجزء الثاني بشكل أفضل. استؤنفت أعمال ما بعد الإنتاج في نوفمبر 2024، مباشرة بعد الجولة الصحفية وطرح الجزء الأول في صالات السينما، ونُفّذت عملية المونتاج باستخدام برنامج آفيد ميديا كومبوزر.
في 16 ديسمبر 2024، كُشف رسميًا عن العنوان الكامل للفيلم: "ويكد: من أجل الخير"، وهو عنوان فرعي مستوحى من اسم الأغنية قبل الأخيرة في المسرحية الغنائية الأصلية التي تحمل الاسم ذاته.

### الموسيقى

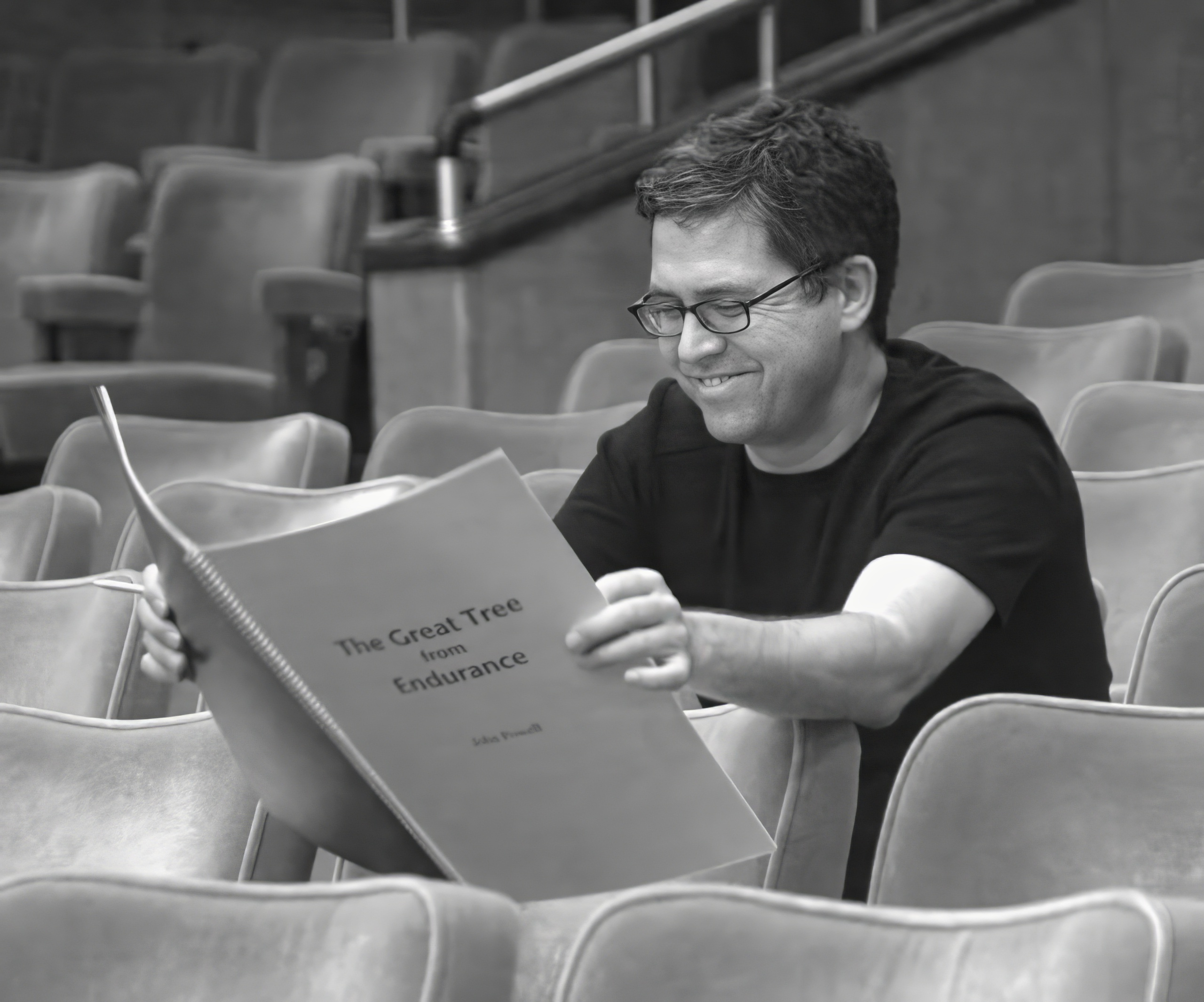
شارك جون باول (الذي صُوّر في عام 2008) في تأليف الموسيقى التصويرية للفيلم مع ستيفن شوارتز.

ستُصدر ألبومات الموسيقى التصويرية الخاصة بهذا الفيلم وفيلم ويكد بواسطة شركتي ريبابليك ريكوردز وفيرف ليبل غروب، وهما شركتا الإنتاج الموسيقي التابعتان لكل من أريانا غراندي وسينثيا إريفو، على التوالي. وقد أُصدرت الموسيقى التصويرية للفيلم الأول بالفعل. في يوليو 2024، كُشف أن جون باول تولّى تأليف الموسيقى التصويرية التكميلية للفيلم، مواصلًا مهامه من الفيلم السابق. وقام جيف أتماجيان بتحديث التوزيعات الأوركسترالية الأصلية التي وضعها ويليام ديفيد بروهن لأغاني المسرحية، كما قام بتوسيع الأوركسترا من 23 عازفًا في النسخة المسرحية إلى 125 عازفًا في النسخة السينمائية.
سيتولّى ستيفن أوريموس، المدير الموسيقي الأصلي للمسرحية، قيادة الأداء الموسيقي للأغاني، في حين سيقود باول الأداء الموسيقي للمقاطع التكميلية غير الغنائية. ويعمل كل من غريغ ويلز، وأوريموس، وستيفن شوارتز كمنتجين موسيقيين لألبوم الفيلم. في يناير 2025، كشف ويلز أنه يعمل حاليًا على تسجيل الآلات الحية، ومن المقرر أن تُجرى جلسات التسجيل في مايو أو يونيو 2025 في استوديوهات آر، على أن يتبعها مزج الموسيقى خلال الأشهر اللاحقة. وفي وقت لاحق من ذلك الشهر، تعرّض الاستوديو المنزلي التابع لويلز للتدمير بسبب حريق باليساديس 2025، مما أدى إلى توقّف الإنتاج مؤقتًا.

## التغييرات عن المسرحية الموسيقية
تقسيم اقتباس الفيلم إلى جزأين أتاح لصُنّاع الفيلم التوسّع في العلاقات بين الشخصيات، وخصوصًا بين إلفابا وغليندا، حتى يتمكّن جمهور السينما من فهمها بشكل أفضل. وكشفت الممثلة ماريسا بودي، التي تجسد شخصية نيساروز وتستخدم كرسيًا متحركًا في حياتها الواقعية، أن مشهد "ساحرة الشرق الشريرة" سيُقدَّم بطريقة مختلفة عما هو عليه في العرض المسرحي.

## الإصدار
من المقرر أن يُعرض فيلم ويكيد: من أجل الخير في دور العرض السينمائي في الولايات المتحدة بتاريخ 21 نوفمبر 2025، بواسطة شركة يونيفرسال بيكتشرز. وسيُعرض بصيغ متعددة تشمل: RealD 3D، آيماكس، دولبي سينما، 4DX، ScreenX، وD-Box. كان من المقرر سابقًا أن يُعرض في 25 ديسمبر 2025، ثم 26 نوفمبر 2025، قبل تقديمه إلى موعده الحالي لتجنّب التنافس مع أفلام زوتوبيا 2 وأفاتار: النار والرماد، على التوالي.

## أعمال مستقبلية
في نوفمبر 2024، صرّح كلّ من ستيفن شوارتز وويني هولزمان بأنهما يناقشان احتمال وجود "شيءٍ ما" إضافي مرتبط بعالم ويكد، مؤكدَين في الوقت ذاته أن المشروع لن يحمل اسم ويكد الجزء الثالث أو الرابع. كما أعربا عن اهتمامهما بتوسيع الكون السينمائي لعالم ويكد.
منذ صدور الفيلم الأول، بدأت عملية تحويل هذه السلسلة إلى امتياز سنمائي موسّع، مع تطوير مرافق ترفيهية في مدن الملاهي مستوحاة من أحداث وأجواء الفيلمين، يجري العمل عليها حاليًا ضمن مشاريع شركة يونيفرسال للوجهات والتجارب.